# Сассун, Катя
Ка́тя Сассу́н (англ. Catya Sassoon; 3 сентября 1968, Нью-Йорк, США — 1 января 2002, Голливуд, Лос-Анджелес, Калифорния, США) — американская актриса, фотомодель и певица. 

## Биография

### Ранние годы
Катя Сассун родилась 3 сентября 1968 года в Нью-Йорке (США) в семье парикмахера Видала Сассуна (1928—2012) и актрисы Беверли Адамс (род. 1945), которые развелись в 1981 году. У неё было два младших брата и младшая сестра: Элан (род. 1970), Дэвид (род. 1972) и Эден (род. 1973).

### Карьера
В 1982 году Катя бросает школу, чтобы начать карьеру модели.
В 1985—1995 годах она снялась в 11-ти фильмах. 
Помимо работы актрисой и моделью девушка некоторое время была участницей женской музыкальной группы «Feline Force».

### Личная жизнь
В августе 1984 года 15-летняя Катя вышла замуж за Луку Скализи, с которым вскоре развелась.
В 1990-х годах она вышла замуж во второй раз, за Джо Мейерса, за которым была замужем до момента своей смерти в январе 2002 года. У супругов было трое детей: сын Лондон Мейерс (род.1995) и дочери-близнецы Микка Мейерс и Скай Мейерс (род. весной 2000-го).

### Смерть
Отмечать новый 2002 год Катя и её супруг, Джо Мейерс, отправились в дом своих друзей.
Сославшись на плохое самочувствие, Сассун ушла домой с вечеринки. На следующий день, примерно в 9:20 утра, Мейерс пошёл проверить, как чувствует себя его супруга и обнаружил её мёртвой. 
Среди членов семьи умершей обычным делом было высокое артериальное давление и поэтому они утверждали, что смерть Кати была как-то связана с этим. Несмотря на то, что было известно о том, что в юношестве Сассун страдала от алкоголизма и наркомании её родственники убеждали, что её смерть не была связана с этим, так как она давно поборола свои дурные пристрастия.
Вскрытие показало, что 33-летняя Катя Сассун скончалась от сердечного приступа, который был вызван употреблёнными незадолго до смерти наркотиками.
Она была похоронена в «Eden Memorial Park Cemetery».